# Kohlau (Wolkenstein)
Kohlau ist ein Ortsteil der Stadt Wolkenstein im sächsischen Erzgebirgskreis.

## Lage
Kohlau liegt rund 1,5 km südöstlich von Wolkenstein auf einem Bergrücken zwischen der Zschopau und dem Scheide- bzw. dem Hüttenbach auf rund 507 m. 1,5 km südwestlich befindet sich Großrückerswalde. Erreichbar ist Kohlau über eine Nebenstraße der Großrückerswalder Straße aus.

## Geschichte
Kohlau ist ein Vorwerk, das seit jeher zu Wolkenstein gehörte. Spätestens 1791 wurde es erstmals schriftlich erwähnt: Damals als „Kohlau, Koͤhlau, auch das Roscher Forw[erk] gen[annt]“. 1875 ist die Siedlung Kohlau erneut genannt. Das Vorwerk war ursprünglich ein Einzelgut, besteht heute aber aus mehreren Häusern. 1875 lebten in Kohlau 19 Personen.
Heute wird das Vorwerk als Ferienhaus genutzt.

## Belege
1. ↑  Kohlau – HOV | ISGV. Abgerufen am 3. April 2024.
2. ↑  Wolkenstein: Vorwerk Kohlau | Sachsens Schlösser. 12. August 2012, abgerufen am 3. April 2024 (deutsch).